# Veronika Bellmann

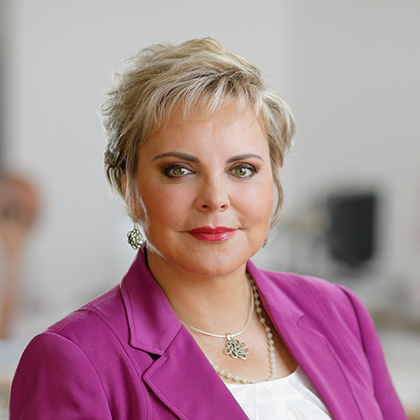
Veronika Bellmann

Veronika Maria Bellmann, geborene Wächter (* 20. November 1960 in Karl-Marx-Stadt), ist eine deutsche Politikerin (CDU). Sie war von 2002 bis 2021 direkt gewähltes Mitglied des Deutschen Bundestages für Mittelsachsen. Darüber hinaus war sie Mitglied im konservativen Berliner Kreis.

## Leben und Person

### Privat
Veronika Bellmann ist katholisch, verheiratet und Mutter einer Tochter.

### Beruflich
Nach dem Abschluss der Polytechnischen Oberschule (POS) 1977 in Eppendorf besuchte Veronika Bellmann die Medizinische Fachschule Neukirchen, die sie 1980 als Krippenpädagogin beendete. Anschließend war sie in der Kinderkrippe Oederan und von 1983 bis 1992 in der Kinderkrippe Eppendorf tätig. Von 1992 bis 1994 war sie als Jugendgerichtshilfe/Sozialarbeiterin im Landratsamt Flöha beschäftigt. Veronika Bellmann absolvierte von 1994 bis 1995 eine Anschlussqualifizierung zur staatlich anerkannten Erzieherin und Sozialarbeiterin. Berufsbegleitend absolvierte sie von 1991 bis 1994 ein Studium zur Verwaltungs-Betriebswirtin (VWA). 1995 studierte sie Rechts-, Kommunikations- und Politikwissenschaften. Von 1995 bis 2002 war Veronika Bellmann schließlich als Assistentin der Geschäftsleitung der Sita-Entsorgung GmbH Sachsen tätig. Wiederum berufsbegleitend bildete sie sich von 2000 bis 2002 zur Fachkauffrau für Marketing und Vertrieb (VWA) weiter.

### Nach der Politik
Nachdem Bellmann 2021 nicht erneut in den Bundestag gewählt worden war, zog sie mit ihrem Mann an die Ostsee in den Landkreis Vorpommern-Rügen. Der dortige CDU-Kreisverband lehnte ihren Antrag auf Aufnahme ohne schriftliche Begründung ab.

## Politik

### Parteizugehörigkeit
1989 war Bellmann Gründungsmitglied einer Bürgerinitiative. Im Mai 1990 trat sie in die CDU ein. Sie gehörte von 1990 bis 2000 dem CDU-Kreisvorstand von Freiberg und von 1991 bis 1997 dem CDU-Landesvorstand in Sachsen an. Von 1996 bis 1999 war sie Vorsitzende des Arbeitskreises „Informationsgesellschaft“ beim CDU-Landesverband Sachsen. Seit März 2005 ist sie Vorsitzende des Kreisverbandes Freiberg der Mittelstands- und Wirtschaftsvereinigung von CDU/CSU (MIT). Seit 2008 ist sie stellvertretende Vorsitzende des CDU-Kreisverbandes Mittelsachsen.

### Mandat
Veronika Bellmann gehörte von 1990 bis 2017 den Kreistagen des Kreises Flöha, Freiberg und Mittelsachsen an. Von 1994 bis 2002 war sie Mitglied des Sächsischen Landtages.
Von 2002 bis 2021 war sie Mitglied des Deutschen Bundestages. Hier war sie stellvertretende Vorsitzende der Gruppe der Frauen in der CDU/CSU-Bundestagsfraktion und gehörte seit Januar 2006 außerdem dem Fraktionsvorstand als Beisitzerin an. Zudem war Bellmann ordentliches Mitglied im Ausschuss für Verkehr und digitale Infrastruktur und gehörte als stellvertretendes Mitglied dem Ausschuss für Angelegenheiten der Europäischen Union an.
Veronika Bellmann wurde bei den Wahlen 2002 und 2005 als direkt gewählte Abgeordnete des Wahlkreises Freiberg – Mittlerer Erzgebirgskreis in den Bundestag gewählt. Nach der Auflösung des Wahlkreises wurde sie stets im Bundestagswahlkreis Mittelsachsen gewählt. Bei der Bundestagswahl 2021 erreichte sie dort 23,8 % der Erststimmen und damit den zweiten Platz nach Carolin Bachmann von der AfD. Da auch ihr Listenplatz nicht ausreichte, um in den Bundestag wieder einzuziehen, verlor sie 2021 ihr Bundestags-Mandat.
Bellmann gehörte seit seiner Gründung im Juli 2016 dem Untersuchungsausschuss zum VW-Abgasskandal an. Zudem war sie stellvertretendes Mitglied in der Parlamentarischen Versammlung der OSZE.

### Positionen
Bellmann rief ihre Partei dazu auf, wieder mehr konservatives Profil zu zeigen. In einem Interview mit dem vom Bund der Selbständigen herausgegebenen Magazin Der Selbständige (DS-Magazin) im Januar forderte sie von der Union, dagegen zu halten, wenn Begriffe wie „rechts“, „konservativ“ oder „national“ in der Öffentlichkeit mit Rechtsextremismus und Nationalismus in Verbindung gebracht werden. Sie ist Mitglied des Berliner Kreises in der Union.
In einer Erklärung an den Bundestag am 12. Mai 2011 verteidigte Bellmann ihre kritische und ablehnende Haltung gegenüber den Finanzhilfen nach Griechenland, Irland und Portugal und schlägt eine Insolvenz der kreditunwürdigen Staaten vor. Im Juni 2011 stimmte sie zusammen mit Peter Gauweiler und vier weiteren Abgeordneten der CDU/CSU gegen eine weitere Milliardenhilfe für Griechenland. In Erklärungen zur Abstimmung setzen die Abgeordneten sich für eine Umschuldung Griechenlands unter Beteiligung privater Gläubiger ein. Sie und sieben weitere Abgeordnete klagen gegen den Corona-Wiederaufbaufonds der EU.
Im Mai 2012 beteiligte sich Bellmann an der Gründung der Allianz gegen den ESM. Mit zehn weiteren Bundestagsabgeordneten von CDU und FDP bekundete sie die Auffassung, dass der Euro nur mit Haftung der Schuldner, Eigenverantwortung und der Rückkehr zu den Grundprinzipien des Maastrichter Vertrages eine Zukunft habe.
Zum Thema Islam und Deutschland sprach Bellmann im Januar 2015 gegenüber der Online-Ausgabe des Handelsblatts von einer „fortschreitenden Islamisierung“, die schon „infolge der demographischen Situation, der Geburtenfreudigkeit auf der einen und des Geburtendefizits auf der anderen Seite gegeben sei, unabhängig von Ideologisierung oder Missionierung durch Imame, Hassprediger oder anderen“. In der Flüchtlingskrise in Europa 2015 kritisierte sie Angela Merkel für ihr Vorgehen und warf ihr Konzeptionslosigkeit und einen „ordnungspolitischen Offenbarungseid“ vor. Im September 2016 forderte sie die CDU auf, eine Koalition mit der Alternative für Deutschland nicht grundsätzlich auszuschließen. In einem Gastbeitrag für das evangelische Magazin idea sprach sie sich im September 2018 generell gegen eine Mitgliedschaft von Muslimen in der CDU aus. Das gelte auch für säkulare, nicht praktizierende Muslime. Für diese Aussagen wurde Bellmann stark kritisiert; auch aus ihrer eigenen Partei kamen infolgedessen Rücktrittsforderungen.

## Mitgliedschaften
Bellmann ist Mitglied in den Fördervereinen der Stasi-Gedenkstätte Hohenschönhausen, des Samuel-von-Pufendorf-Gymnasiums/Flöha, der Peter-Apian-Mittelschule/Leisnig, der Konrad-Adenauer-Stiftung, der Freiberger Tafel und des Wasserturmvereins Siebenlehn. Zudem ist sie Mitglied des Hospiz- und Palliativdienst BEGLEITENDE HÄNDE e. V., des Heimatvereins Eppendorf, des Schützenvereins Eppendorf, des Landfrauenverein, der Genossenschaft Dorfladen Falkenau, des Sportvereins Eppendorf, des Fairtrade Weltladen Freiberg und des Fördervereins Hochschule Mittweida.